# گلال‌لی
گلال‌لی (به لاتین: Gülallı، تا ۲۹ می ۲۰۱۵ قورودره Qurudərə) یک منطقه مسکونی در جمهوری آذربایجان است که در شهرستان گدابیگ واقع شده است. گلال‌لی ۱۳۳ نفر جمعیت دارد.